# ジョゼフ・フランマーフェルト
ジョゼフ・フランマーフェルト（英語: Joseph Flummerfelt、1937年2月24日 - 2019年3月1日）は、アメリカ合衆国の指揮者。ニュージャージー州プリンストンのウェストミンスター聖歌隊大学で、30年間教鞭を執り続けた。

## 経歴
フランマーフェルトは、1937年2月24日にインディアナ州ヴィンセンズで生まれた。
1977年にサウスカロライナ州チャールストンでスポレート・フェスティバル・アメリカを共同創設し、2013年まで同フェスティバルの合唱隊を指揮した。また、1971年から1993年までイタリアの二つの世界の音楽祭でも、合唱隊の指揮者を務めていた。
2019年3月1日に死去。『ニューヨーク・タイムズ』は彼の訃報に接し、「フランマーフェルトは常に目立っていたわけではないが、彼がアメリカのクラシック音楽で果たした役割は非常に大きい」と述べている。